# Unterlangenegg
Unterlangenegg is een gemeente en plaats in het Zwitserse kanton Bern, en maakt deel uit van het district Thun.
Unterlangenegg telt 920 inwoners.